# Draba kassii
Draba kassii är en korsblommig växtart som beskrevs av Stanley Larson Welsh. Draba kassii ingår i släktet drabor, och familjen korsblommiga växter. Inga underarter finns listade i Catalogue of Life.